# Theridion fuscomaculatum
Theridion fuscomaculatum là một loài nhện trong họ Theridiidae.
Loài này thuộc chi Theridion. Theridion fuscomaculatum được William Joseph Rainbow miêu tả năm 1916.